# Sugar, Sugar
Se även Sugar, Sugar (film)
Sugar, Sugar är en poplåt av Jeff Barry och Andy Kim. Låten lanserades av det fiktiva tecknade bandet The Archies 1969, där figurerna i Acke framförde den. Den medtogs på albumet Everything's Archie. Huvudsångare på låten var studiosångaren Ron Dante.
Sugar, Sugar var en av de största tuggummipoplåtarna under 1960-talet. Den toppade singellistorna i USA och Storbritannien. Låten blev åter en mindre hit 1970 då soulsångaren Wilson Pickett gav ut den som singel. Picketts version toppade på plats 25 på Billboardlistan.

## Listplaceringar
| Lista (1969-1970) | Position              |
| ----------------- | --------------------- |
| Australien        | 5 (Go Set)            |
| Danmark           | 1 (DR "Top 10")       |
| Finland           | 6                     |
| Frankrike         | 37                    |
| Irland            | 1                     |
| Kanada            | 1 (RPM)               |
| Nederländerna     | 3                     |
| Norge             | 1                     |
| Schweiz           | 2                     |
| Spanien           | 1                     |
| Storbritannien    | 1                     |
| Sverige           | 1 (Kvällstoppen)      |
| USA               | 1 (Billboard Hot 100) |
| Västtyskland      | 1                     |
| Österrike         | 1                     |